# Östunaby och Erkesberga
Östunaby och Erkesberga är en av SCB avgränsad och namnsatt småort i Knivsta kommun, Uppsala län. Den omfattar bebyggelse i de två grannbyarna i Östuna socken belägna cirka 7 km öster om Knivsta.